# Delta Air Lines Flight 1086
Delta Air Lines Flight 1086 var en planlagt indenrigs flyvetur mellem Atlanta og New York's LaGuardia Airport. Den 5. marts, 2015, røg flyet, McDonnell Douglas MD-88, ud af landingsbane kort tid efter en ellers succesfuld landing i LaGuardia Lufthavn i New York City. Flyet løb ud af bolværk og ramte omkredshegnet, glidende langs den for cirka 330 meter før den kom til et stop. Der var ingen dødsfald, men dog 24 mennesked fik større skader. Flyet var blevet meget skadet. Grunden til styrtet er lige nu under undersøgelse af NTSB, som mener at vejrforhold og mekaniske fejl muligvis har bidraget til ulykken.

## Flyet
Flyet som var involveret var et McDonnell Douglas MD-88, registreringsnummer N909DL, serie nummeret 49540, og linienummer 1395. Det var ejet af Wilmington Trust Company of Wilmington, Delaware, og opereret af Delta Air Lines. Flyet var bygget i 1987, og blev registreret for første gang den 19. januar, 1988. Det har været opereret af Delta Air Lines lige siden den blev registeret. Det blev bygget ved Douglas fabrik i Long Beach, Californien. Flyet havde 71.195,54 flyvetimer og 54.865 flyture lige inden ulykken. Flyets sidste større vedligeholdelse var den 22. september, 2014, i Jacksonville, Florida. Det var en del af flyets regelmæssig vedligeholdelse program og inkluderede test af flyets autobremse, anti-udskridning og auto-spoiler systemer. Flyets sidste "over-night" servicecheck var færdiggjort den 2. marts, 2015 i Tampa, Florida.
Pr. marts, 2015, opererede Delta Air Lines 117 MD-88s. Gennemsnits alderen af disse fly var 24.2 år, og de var den ældste flytype i Delta's flyflåde.